# Newport, New South Wales
Newport är en ort i Australien. Den ligger i kommunen Pittwater och delstaten New South Wales, i den sydöstra delen av landet, omkring 25 kilometer nordost om delstatshuvudstaden Sydney.
Trakten är tätbefolkad. Närmaste större samhälle är Dee Why, omkring 11 kilometer söder om Newport. Genomsnittlig årsnederbörd är 1 380 millimeter. Den regnigaste månaden är februari, med i genomsnitt 200 mm nederbörd, och den torraste är juli, med 36 mm nederbörd.